# ラノラジン
ラノラジン（Ranolazine）は、ラネクサ（Ranexa）などの商品名で販売されている、狭心症の治療に用いられる医薬品である。通常、他の医薬品が用いられるが、それらの効果が不十分な場合に併用される。女性の方が男性よりも効果が少ない。投与法は経口である。
一般的な副作用には、便秘、頭痛、吐き気、めまい、などがあげられる。重度の副作用には、QT延長などがあげられる。肝硬変を患っている人への投与は推奨されない。
ラノラジンの作用機序は明確ではないが、アデノシン三リン酸の関与によるものと考えられる。
ラノラジンは、2006年に米国で医薬品として承認された。
2019年の英国の国民保健サービスにかかる1か月分の費用は約50ポンドである。米国での1か月分の卸売り価格は約343米ドルである。